# 沿線開発
沿線開発（えんせんかいはつ）は、新規に開発される道路や鉄道路線等交通施設や交通機関が計画される際に、その沿線の沿道や駅周辺等において、新規に行われる開発事業のこと。公共交通指向型開発の一種。その意味で日本の鉄道史と連動する。

## 概要
道路沿線開発では自然保護と沿線開発を目的に整備された道路パールロードなどがある。
バグダード鉄道のようにドイツ資本のバグダード鉄道会社に敷設権と沿線開発の権益が供与されたコンヤ・バスラ間の鉄道もある。ベッドフォード・パーク鉄道沿線開発で最初例とされている。その後シャーロットのディルワースやマイヤース・パーク、アトランタのドゥルイド・ヒルズなどのような市街電車で結ばれた郊外の地は、上流・中流の家庭に、市街地の雑踏から逃れた広々とした住居を提供していく事になった。
朝鮮半島における鉄道の敷設は、1899年9月18日のソウルー仁川間の京仁線の開通によって始まるが、鉄道敷設への関心は、それ以前、1876年2月27日に締結された「江華島条約」に遡る。本格的に計画が開始されるのは日清戦争以降である。日本政府は、1894年7月に京城一釜山間の京釜線と京城一仁川間の京仁線の鉄道敷設計画を 開始し、1894年8月20日に京釜線・京仁線の鉄道敷設権を獲得。そして、1899年に京仁線を開通させると、京釜線敷設に向かう。1900年1月23日に、京釜鉄道株式会社の発起人総会が開かれ、1901年6月25日に同社が設立された。京釜鉄道株式会社は京仁鉄道株式会社を買収し、合併することになる (1903年11月1日)。 私設鉄道であった京釜鉄道株式会社は、1906年7月1日に 「統監部」鉄道管理局の設置とともに同局に統合され、また同年9月1日、軍用鉄道である臨時軍用鉄道監部に統合されて、国鉄が誕生することになる。 鉄道の敷設と鉄道町の形成について朝鮮総督府は、国鉄が設立された以降も、鉄道の迅速な普及のために私設鉄道の敷設を奨励。1909年11月に釜山津一東来間に鉄道を敷設した釜山軌道株式会社をはじめ、全北検便、成興炭鉱、朝鮮中央、南朝鮮、朝鮮殖産、朝鮮森林、良華拓林、金剛山電気、朝鮮慶南、朝鮮産業、北鮮、朝鮮京洞、京春電気などの鉄道会社が鉄道建設を行う。そして、朝鮮、新興、朝鮮慶南、朝鮮京洞、金剛山電気、南満州.多砂島、三陵、京春、朝鮮平安、丹楓、平北、西鮮中央、釜山臨港、朝鮮石炭、北鮮拓植、全南鉄道株式会社などの会社は鉄道沿線に職員の住居として「社宅」 を建設していった。鉄道社宅は1899年以降1945年の解放まで持続的に供給されている。 昭和に入ると朝鮮総督府は、こうして次々に建設されてきた私鉄の買収を始める。京釜線と京義線の買収がその最初で、1926年には、「朝鮮鉄道12年計画」が立案される。国有化された私鉄は、全て国鉄の既設線・建設中の線路と関わっている路線である。すなわち、国鉄と私鉄を連結し、統一的経営、管理を行うのが目的である。
日本の鉄道においては大正、京阪神では関西私鉄など関西の大手私鉄は各社が沿線開発に注力、小林一三が率いた阪神急行電鉄、後の阪急電鉄（阪急東宝グループ）のように箕面有馬電気軌道、また百貨店などの副業を路線敷設とセットで行うなど宝塚線の開業時と同様、沿線開発も進めている。阪急神戸本線などルートを沿線開発を考慮して人家のほとんど無かった場所を通したため、過疎で乗客数は多くなく、必然的に沿線開発と阪神間直通客の確保に力を入れざるを得なくなったものや、神戸電鉄三田線のように、区間については沿線開発による地価高騰から複線化用地の買収が進まないという事態も乗じたが、多くの路線を敷設し、鉄道会社が中心となって沿線開発を進めた。南海電鉄は南海橋本林間田園都市など高野線沿線の開発に力を入れ、菖蒲池駅は近鉄にとって沿線開発のルーツとも呼べる場所とされる。
昭和初期からは、郊外に住宅地を開発するために鉄道が敷設され、それが現在の鉄道網を形成する原因になった。東京でも同様の開発が生じ全国に波及した。名古屋鉄道では、南知多ビーチランド、内海フォレストパークは名鉄知多新線の全線開通（1980年）に伴う沿線開発の一環として開業したもので、その他新舞子・蒲郡など海辺を中心とした沿線開発も行われる。
世田谷区は東京急行電鉄や東京信託会社などによる早期の沿線開発により一区画100m2内外を一軒とした大規模な住宅街区が形成。その後1960年代から70年代前半にかけて、大都市圏では農地の急速な宅地化が進行、宅地化は私鉄による沿線開発、デベロッパーによる大規模商業施設の開発、そして旺盛な住宅需要に牽引された。大都市近郊の準大手私鉄は、沿線開発や駅周辺の商業施設の運営に関わっていく。
沿線開発の他例では娯楽施設などの建設もあり、野球場の例では長岡市悠久山野球場は越後交通栃尾線の沿線開発と誘客を目指し、鳴海球場、阿久比町立阿久比スポーツ村野球場などは名古屋鉄道が、沿線開発の一環として整備を進めた。JR東海八事球場や博多湾鉄道汽船などでも沿線開発として1932年に西鉄香椎駅周辺に、阪神電気鉄道が鳴尾球場、阪急の西宮球場などを建設していった。他には東京横浜電鉄が龍松院の地所を買収し開園した大倉山公園 (横浜市)のように公園整備やバラ園の造営、京阪電気鉄道ひらかたパークなどの遊園諸施設などを開業し、旅客量の増加を図った。東京ディズニーランド・オリエンタルランド計画は、京葉線新規路線の沿線開発の一つである。また、オリエンタルランドは京成電鉄が開発したものである。
つくばエクスプレス沿線ではつくばエクスプレスタウン流山新市街地地区整備などで、中、野々下、前平井、古間木、後平井、思井、芝崎、西平井 (流山市)、若柴、鰭ケ崎、などが開発され、流山おおたかの森駅南口公園が誕生した。新都市中央通り沿道は商業地や住宅地として整備。つくばみらい市ではみらい平地区（陽光台が中心部）、富士見ヶ丘などが開発された。
開発は鉄道事業者（鉄道会社）が自前での開発が主流であったが、その後開発事業者が鉄道敷設と一体となって沿線開発するというスタイルと、埼玉高速鉄道線の開業まで鉄道が通っていなかった鳩ヶ谷市などのように敷設が契機となっての開発例、路線開業をみこして、また開業して沿線開発が進展という例なども多数ある。その後、西武不動産、小田急不動産、京王不動産、京成不動産、東急不動産、西鉄不動産、相鉄不動産、近鉄不動産、名鉄不動産、東武鉄道の東武興業といった沿線開発と観光開発や開発地の土地管理を主な目的として、関連会社を次々設立していく。またこうした不動産開発のノウハウを生かして、自社沿線以外で土地開発を行っていく。
なお、民鉄が土地区画整理によって開発した住宅地のうち、田園都市による洗足と多摩川台、箱根土地による国立大学前の3団地は1927年の審査標準による指導以前に耕地整理法に基づく土地区画整理で開発されている。他に、京成電鉄による千住分譲地と東武鉄道による常盤台の2団地が、設計標準策定後に旧都市計画法に基づく土地区画整理で開発されている。第二次世界大戦前から、大都市圏の大手私鉄(大手民間鉄道)各社は、沿線開発の一環として大学等の高等教育機関を招致する動きを見せている。事例は数多くあるが、これが沿線開発を推し進める結果をもたらし、沿線開発の進行とともに乗客が増加して収益を上げていく。自社沿線で展開した東急などは、五島財団による大学経営にも幾つか参画する。学園町も参照。事例としては次のようにある。
- 都立大学駅 (東急/東京都立大学 (1949-2011)。現在は移転）
- 日吉 (東急/慶應義塾大学）
- 大岡山 (東急/東京工業大学）
- 大泉（西武・箱根土地/招致ならず）
- 小平学園（西武・箱根土地/一橋大学・津田塾大学
- 国立（中央線・箱根土地/一橋大学）
- 柏の葉（首都圏新都市鉄道・都市再生機構/東京大学）
- 本庄早稲田大学前（東日本旅客鉄道/早稲田大学)
- 学園前駅（近鉄/帝塚山学院）
- 成城（小田急/成城学園）
- 南林間（小田急/大和学園）
- 小田急分譲地中央・横浜市戸塚区上倉田町（小田急/明治学院大学）

路線別での開発状況例としては、次の通りのものがある。
- 湘南電気鉄道 - 沿線のバス会社をことごとく買収して沿線開発に力を入れていた
- 渓堿鉄路 - 日露戦争終結後、1905年から奉天市を中心に沿線開発している
- 北総鉄道北総線 - わずかながらも沿線開発を念頭にすすめている
- 福知山線 - アクセス充実などのJRによる各種施策により沿線開発を進めた
- 相鉄いずみ野線沿線 - 相模鉄道自身の開発の他、東急も相鉄沿線で二俣川東急ニュータウン、多摩田園都市などの開発を実施している
- 仙台空港アクセス線・仙台空港鉄道 - イオンモール名取エアリが開業するなど、空港連絡に留まらない沿線開発。
- 京成千原線 - 沿線で千葉県のニュータウン造成が進み、輸送人員の増大や、沿線開発による運賃収入を当て込んでいる。
- 水間鉄道水間線 - 観音のある水間寺への参詣鉄道として建設されたが、その後沿線開発も進み、都心への通勤・通学路線ともなっている
- 能勢電鉄 - 1960年代頃から沿線開発が進行
- 西鉄天神大牟田線 - 福岡都心から各地へ向かう路線の中でも、古くから沿線開発を進めた。
- 東急東横線 - 1938年（昭和13年）設立の東映や渋谷や横浜市での映画館展開は、沿線開発目的も含まれ、東急グループを継いだ五島昇は事業の基本を沿線開発に据えていく
- 東武伊勢崎線 - 通勤利便性を著しく向上させたことから、同線の沿線開発も加速的に進行し乗客急増させる
- 阪鶴鉄道 - 1901年に摂津鉄道池田停留所跡（大阪府池田市）と中山駅構内と宝塚駅構内の不要地を宅地売却している

## 住宅地の開発例
鉄道敷設を期に住宅地として開発された例としては、以下のものがある。

### 明治・大正期
- 西宮貸家経営 - 西宮市西宮駅前 ; 阪神電鉄, 1909年(明治42年)
- 文化住宅経営 - 西宮市鳴尾西畑 ; 阪神電鉄, 1910年(明治43年)
- 御影山手 - 西宮市御影 ; 阪神電鉄, 1910年(明治43年)
- 室町住宅地 - 大阪府池田市、1910年（明治43年）箕面有馬電気軌道による最初の沿線開発住宅地。池田室町住宅地の周辺は昭和初期とされる
- 浜寺公園別荘地 - 大阪府堺市浜寺町；南海、1910年
- 桜井住宅地 - 大阪府箕面市；阪急沿線、箕面有馬電気軌道、1911年（明治44年）
- 池田くれはの里 - 大阪府箕面市；阪急沿線、箕面有馬電気軌道、1911年（明治44年）
- 服部住宅地 - 阪急沿線、箕面有馬電気軌道、1911年（明治44年）
- 北大阪住宅地 - 阪神電鉄沿線、1911年（明治44年）から
- 地行貸邸宅 - 福岡市地行西町周辺；西鉄沿線、福博電気軌道、邸宅の賃貸と建売売買、現在は閑静な住宅地に。1911年（明治44年）から
- 百道地区住宅街 - 福岡市百道；西鉄沿線、福博電気軌道
- 生麦住宅地 - 神奈川県横浜市鶴見区生麦一丁目；京急沿線、京浜電気鉄道、首都圏で宅地造成としての沿線開発第1号、1914年（大正3年）
- 強羅土地分譲 - 神奈川県小田原市；小田原電気鉄道、1914年頃
- 豊中第一住宅地 - 大阪府豊中市；阪急沿線、箕面有馬電気軌道、1914年（大正3年）
- 鶴之荘 - 兵庫県宝塚市；阪急沿線、1914年（大正3年）
- 岡町住宅地 - 大阪府豊中市；阪急沿線、1915年（大正4年）
- 雲雀丘住宅地 - 阪急沿線、1915年（大正4年）
- 箕面住宅地 - 大阪府箕面市；阪急沿線、1915年
- 花屋敷住宅地 - 阪急沿線、1917年（大正6年）
- 小阪住宅地 - 大阪電気軌道沿線、1917年（大正6年）
- 満寿美住宅地 - 大阪府池田市；阪急沿線、1918年（大正7年）
- 夙川香櫨園(香炉園, 遊園地の跡地) - 兵庫県西宮市相生町 ; サミユル・サミユル商会(大正2年)→大神中央土地株式会社(大正6年から所有)、阪急沿線、1918年（大正7年）
- 甲陽園 - 阪急神戸本線沿線、甲陽土地株式会社、1918年（大正7年）
- 苦楽園 - 兵庫県西宮市 ; 西宮土地株式会社、阪急沿線、1919年（大正8年）
- 浜寺住宅地 - 大阪府堺市浜寺昭和町4丁目・5丁目；南海沿線、1919年（大正8年）
- 高石村経営地キャラバシ園 - 大阪府高石市；南海沿線、日本土地信託株式会社、1919年（大正8年）
- 高師濱臨海住宅地 - 大阪府高石市浜寺；南海高師浜線、1919年（大正8年）
- 高師浜駅前高師浜住宅地 - 大阪府高石市高師浜 ; 南海電鉄
- 松ノ浜住宅地 - 大阪府泉大津市；南海沿線、1920年（大正9年）
- 新屋敷住宅地 - 大阪府豊中市；阪急宝塚線沿線、岡町住宅会社、1920年（大正9年）
- 新豊中住宅地 - 大阪府豊中市；阪急沿線、1920年（大正9年）
- 千里山住宅地 - 大阪府吹田市千里山1丁目・4丁目・5丁目にあたる；新京阪鉄道沿線、1920年（大正9年）
- 岡本住宅地 - 神戸市東灘区；阪急神戸線沿線、阪神急行電鉄、1921年（大正10年）
- 関西土地#森小路市内商業住宅地 - 大阪市旭区森小路；京阪沿線、1921年（大正10年）
- 千里山住宅改造博覧会跡地・桜ヶ丘 - 大阪府箕面市；箕面有馬電気軌道・日本建築協会、1922年（大正11年）
- 春日出町住宅地 - 大阪市此花区；大阪市電17系統、1922年（大正11年）
- 鶴ヶ丘 - 大阪市阿倍野区；阪和線沿線、1922年（大正11年）
- 目白文化村 - 東京都新宿区・豊島区目白；西武新宿線沿線、西武鉄道の前身箱根土地、1922年（大正11年）から。沿線開発に力をいれていた西武が下落合駅周辺で展開した開発地
- 八丁畷川崎住宅地 - 神奈川県横浜市鶴見区平安町・川崎市川崎区京町；京急沿線八丁畷駅・鶴見市場駅最寄、京浜電気鉄道、1922年-1923年
- 洗足田園都市 - 東京都目黒区；1922年（大正11年）。東急の前身会社田園都市 (企業)が、不況時に関西で成功していた箕面有馬電気軌道社長小林一三のアドバイスを受け沿線開発でしのぎを削っていた目黒蒲田電鉄と、池上電気鉄道の2社を取り込んで宅地開発。耕地整理法による一人施行
- 多摩川台(田園調布) - 東京都大田区；1923年（大正12年）から現在の田園調布となる多摩川台地区を田園都市 (企業)が関東大震災を契機に郊外移住を促す。以降東急は東京横浜電鉄を核に事業展開を図った。手法は洗足と同様で、その後も全面買収方式で、東京横浜電鉄と目黒蒲田電鉄が引き継いで開発が行われている
- 国立 - 東京都国立市；1924年。JR中央線沿線、箱根土地、耕地整理法による一人施行の土地区画整理により開発し、その後も全面買収方式で沿線住宅地を開発
- 甲東園 - 兵庫県西宮市、阪急今津線沿線、阪神急行電鉄、1923年（大正12年）
- 春日原経営地 - 春日原駅西側一帯、西日本鉄道天神大牟田線沿線、九州鉄道から昌栄土地（現西鉄不動産）に移管、1924年（大正13年）の九州鉄道創業時から計画。不況なのでしばらく球場や陸上競技場、テニスコートに転用。1954年以降は見事な住宅地へと変貌
- 大保駅周辺経営地 - 西日本鉄道天神大牟田線沿線、九州鉄道から昌栄土地
- 三沢駅周辺経営地 - 西日本鉄道天神大牟田線沿線、九州鉄道から昌栄土地
- 仁川住宅地清風荘 - 兵庫県宝塚市；阪急今津線沿線、阪神急行電鉄、1924年（大正13年）
- 宝来園 - 兵庫県宝塚市；阪急今津線沿線、1924年（大正13年）
- 恵我之荘 - 大阪府羽曳野市；大阪鉄道沿線、1924年（大正13年）
- 春日の里 - 新京阪沿線、1924年（大正13年）〜1926年（大正15年）
- 十三住宅地 - 大阪市淀川区；新京阪沿線、1924年（大正13年）〜1926年（大正15年）
- 甲子園住宅地 - 兵庫県西宮市；阪神電気鉄道、1924年-1928年（昭和3年）
- 武庫之荘 - 兵庫県尼崎市；阪急神戸線沿線、阪神急行電鉄、1925年
- 新舞子文化村・新舞子楽園 - 愛知県知多市新舞子；愛知電気鉄道（名鉄）、1925年（大正14年）長与専斎によって「保健的好適」の折り紙が付けられて以来、知多は日本を代表する海水浴場となった。このため常滑線沿線など、 海水浴場と同時に開発された住宅地開発の事例。文化住宅博覧会が開催された
- 松浪園 - 愛知県知多市新舞子；名鉄沿線、1925年。愛知電気鉄道が直接開発に携わった事例。新舞子海水浴場最寄
- 石橋経営地 - 大阪府池田市；阪急沿線、1925年（大正14年）
- 牧落百楽荘/新櫻井住宅地 - 大阪府箕面市；阪急沿線、関西土地株式会社、1925年（大正14年）
- 稲野住宅地 - 兵庫県伊丹市；阪急神戸線沿線、阪神急行電鉄、1925年（大正14年）
- 藤井寺 - 大阪府藤井寺市、大阪鉄道沿線、1926年（大正15年）
- 春日丘・恵美坂経営地 - 大阪府藤井寺市 ; 旧大阪鉄道経営、近鉄南大阪線藤井寺駅#駅周辺、
- 石橋荘園 - 大阪府池田市；阪急沿線、1926年（大正15年）
- 豊中 - 大阪府豊中市；阪急沿線、阪神急行電鉄、1926年（大正15年）
- 香里園 - 大阪府寝屋川市、京阪沿線、1926年（大正15年）
- 新丸子地区 - 川崎市中原区新丸子町；東急東横線新丸子駅最寄、田園都市・東京横浜電鉄、1926年
- 日吉台 - 横浜市港北区日吉町；東急東横線日吉駅最寄、田園都市・東京横浜電鉄、1926年
- 小杉 - 川崎市中原区小杉町；東急東横線武蔵小杉駅最寄、東京横浜電鉄、1926年
- 新神奈川 - 横浜市神奈川区；東急東横線最寄、東京横浜電鉄、1926年
- 太尾（大倉山） - 横浜市港北区太尾町；東急東横線最寄、東京横浜電鉄、1926年
- 玉川等々力 - 東京都世田谷区等々力；東急東横線最寄、東京横浜電鉄、1926年
- 玉川奥澤 - 東京都世田谷区奥沢；東急東横線最寄、東京横浜電鉄、1926年
- 下沼部 - 東京都大田区田園調布南；東急東横線最寄、東京横浜電鉄、1926年
- 綱島温泉 - 横浜市港北区綱島東；東急東横線綱島駅最寄、東京横浜電鉄、1926年
- 元住吉 - 川崎市中原区；東急東横線最寄、東京横浜電鉄、1926年
- 菊名地区 - 横浜市港北区菊名；東急東横線最寄、東京横浜電鉄、1926年

### 昭和期戦前
- 花屋敷住宅地 - 阪急宝塚本線沿線、1927年（昭和2年）
- 桂駅前住宅地 - 京都市西京区；新京阪沿線、阪神急行電鉄、1927年（昭和2年）
- 昭和園 - 阪急神戸線沿線、日本ペイント株式会社、1927年（昭和2年）
- 朝日ヶ丘 - 大阪府枚方市；京阪沿線、1927年（昭和2年）
- 自由ヶ丘地区貸住宅地 - 東京都目黒区；東急沿線、目黒蒲田電鉄、1927年（昭和2年）
- 白鳥園住宅地 - 大阪府羽曳野市；大阪鉄道沿線、白鳥園住宅株式会社が1927年（昭和2年）、1930年以降は大鉄直営
- 藤井寺 - 大阪鉄道沿線、1927年（昭和2年）
- 代田橋分譲地 - 京王電鉄沿線、三井信託不動産部、1928年（昭和3年）
- 桜ヶ丘住宅地 - 大阪府高槻市；新京阪沿線、1928年（昭和3年）
- 新屋敷住宅地 - 大阪府豊中市；阪急沿線、1928年（昭和3年）
- 矢田住宅地 - 大阪府大阪市；大阪鉄道沿線、1928年（昭和3年）
- 高見ノ里 - 大阪府松原市；大阪鉄道沿線、1928年（昭和3年）
- 精常園 - 兵庫県宝塚市；阪急沿線、1928年（昭和3年）
- 鈴蘭台住宅地 - 兵庫県神戸市；神戸電鉄（神有電鉄）、昭和3年から分譲開始
- 長浦海園住宅地 - 愛知県東海市；名鉄沿線、愛知電気鉄道、1929年　長浦海水浴場の最寄
- なるみ荘開発 - 名古屋市、名鉄沿線、愛知電気鉄道、1929年
- 翠松園文化住宅地 - 名古屋市守山区翠松園；名鉄瀬戸線、瀬戸電気鉄道、1929年
- 小幡ヶ原文化住宅地 - 名古屋市守山区小幡ヶ原；名鉄瀬戸線、瀬戸電気鉄道、1929年
- 松ヶ丘文化住宅地 - 名古屋市守山区松ヶ丘；龍泉寺鉄道、龍泉寺鉄道・龍泉寺土地、1929年
- 西新井駅周辺分譲 - 東京都足立区西新井；東武伊勢崎線沿線、東武鉄道、1928年
- 古市村経営地・古市白鳥園 - 大阪府羽曳野市；大阪鉄道沿線、1929年（昭和4年）
- 黒鳥山荘 - 大阪府和泉市；阪和線沿線、1929年（昭和4年）
- 瓢箪山郊外住宅地 - 大阪府東大阪市；阪神鉄道、1928年（昭和3年）-1929年（昭和4年）
- 浜甲子園住宅地 - 兵庫県西宮市；阪神鉄道、1929年（昭和4年）
- 南方 - 大阪市淀川区；新京阪電車沿線、1929年（昭和4年）
- 相川住宅地 - 大阪市東淀川区；新京阪沿線、1929年（昭和4年）
- 西向日住宅地 - 京都府向日市；新京阪沿線、1929年（昭和4年）
- 林間都市 - 神奈川県大和市；現在中央林間は小田急電鉄と東京急行電鉄が乗り入れ、小田急、1929年（昭和4年）から
- 千里園 - 大阪府豊中市；阪急沿線、1929年（昭和4年）
- 中州荘園 - 兵庫県宝塚市；京阪沿線、1929年（昭和4年）
- 月が丘文化住宅地 - 名古屋市守山区月が丘；名鉄瀬戸線、瀬戸電気鉄道、1930年
- 大学前住宅地 - 新京阪沿線、1930年（昭和5年）
- 神崎川住宅地 - 大阪市東淀川区；新京阪沿線、1930年（昭和5年）
- 仁川百合野荘 - 兵庫県西宮市；京阪沿線、1930年（昭和5年）
- 洛北 - 京都市左京区；1930年（昭和5年）
- 清風荘 - 大阪府豊中市；阪急沿線、1930年（昭和5年）
- 甲風園 - 兵庫県西宮市；阪急神戸本線西宮北口駅、阪神急行電鉄、1930年（昭和5年）
- 農神園 - 愛知県知多市；名古屋鉄道、知多バース、1930年、内海海水浴場最寄
- 上野芝向ヶ丘 - 阪和線沿線上野芝駅近辺、阪和電気鉄道、1930年（昭和5年）
- 苦楽園 - 兵庫県西宮市；阪神急行電鉄、1931年
- 堀切分譲地 - 東京都足立区堀切；東武伊勢崎線沿線、東武鉄道、1931年
- 寺島分譲地 - 東京都足立区寺島；東武伊勢崎線沿線、東武鉄道、1931年
- 曽根 - 大阪府豊中市；阪急沿線、阪神急行電鉄、1931年（昭和6年）
- 上高地 - 京阪沿線、1931年（昭和6年）
- 宝塚高台 - 兵庫県宝塚市；阪急沿線、1931年（昭和6年）
- 御殿山 - 兵庫県宝塚市；阪急沿線、1931年（昭和6年）
- 多田 - 兵庫県川西市；能勢電鉄、1931年（昭和6年）
- 牧野 - 大阪府枚方市；京阪沿線、1931年（昭和6年）
- 新舞子碧翠園 - 愛知県知多市；名鉄沿線 、1932年
- 関西土地#大美野田園都市住宅博覧会 - 大阪府堺市東区登美丘町；南海高野線沿線北野田駅、南海、1932年（昭和6年）
- 永楽荘 - 大阪府豊中市；阪急沿線、1932年（昭和7年）
- 石橋温室村 - 兵庫県伊丹市；阪急沿線、阪神急行電鉄、1932年（昭和7年）
- 上野芝霞ヶ丘 - 阪和線沿線上野芝駅近辺、阪和電気鉄道、1932年（昭和7年）
- 伊丹高台 - 兵庫県伊丹市；阪急神戸線沿線、1932年（昭和7年）
- 関西土地#額田山荘 - 東大阪市；大阪電気軌道沿線、1932年（昭和7年）
- 千枝の荘・阪和聖ヶ岡住宅地 - 和泉市；阪和線沿線、1932年（昭和7年）
- 砂川住宅地 - 阪和線沿線、1932年（昭和7年）
- 二条通・三条通、四条通・五条通、六条通・七条通 - 京都市；1933年（昭和8年）
- 豊中第二住宅地 - 大阪府豊中市；阪急沿線、1933年（昭和8年）
- 東豊中住宅地 - 大阪府豊中市；阪急沿線、阪神急行電鉄、1933年（昭和8年）
- 吹田町住宅地 - 新京阪沿線、1933年（昭和8年）
- 瑞光住宅地 - 新京阪沿線、1933年（昭和8年）
- 海神台分譲地（海浜別荘住宅地）- 千葉県船橋市；京成本線沿線、京成電気軌道、1933年（昭和8年）
- 白楽 - 横浜市神奈川区；東急東横線最寄、東京横浜電鉄、1933年
- 養鶏村住宅地 - 兵庫県伊丹市；阪急神戸線沿線阪神急行電鉄、1933年-1934年
- 伊丹温室住宅地 - 兵庫県伊丹市；阪急神戸線沿線、阪神急行電鉄、1934年（昭和9年）
- 千住分譲地(千住緑町) - 東京都足立区；京成本線沿線、京成電気軌道/同潤会、1934年（昭和9年）旧都市計画法の一人施行と組合施行の土地区画整理を駆使して開発
- 仁川 - 兵庫県宝塚市；阪急神戸線沿線、阪神急行電鉄、1934年
- 西宮北口 - 兵庫県西宮市；阪急神戸本線、阪神急行電鉄、1934年
- 石橋住宅地 - 大阪府池田市；阪急線沿線、阪神急行電鉄、1934年
- 塚口住宅地 - 兵庫県尼崎市；阪急神戸線沿線、阪神急行電鉄、1934年（昭和9年）
- 山下豊国村 - 兵庫県川西市；阪急線沿線、阪神急行電鉄、1934年
- 松頼園 - 阪急沿線、1934年（昭和9年）
- 蛍池 - 阪急沿線、1934年（昭和9年）
- 清荒神 - 阪急沿線、1934年（昭和9年）
- 南天荘 - 阪急沿線、1934年（昭和9年）
- 南海初芝住宅地・初芝駅前初芝経営地 - 堺市；南海高野線沿線、1934年（昭和9年）
- 住友山本・山本住宅地 - 参宮急行沿線、1934年（昭和9年）
- 徳丸分譲地 - 東京都板橋区徳丸；東武伊勢崎線沿線、東武鉄道、1934年
- 仁川高台 - 兵庫県宝塚市；京阪沿線、阪神急行電鉄、1935年（昭和10年）
- 豊津住宅地 - 新京阪沿線、1935年（昭和10年）
- 高槻郊外住宅地 - 大阪府高槻市；旧国鉄、新京阪沿線、1935年（昭和10年）
- 原住宅地 - 新京阪沿線、1935年（昭和10年）
- 桂川岡住宅地 - 新京阪沿線、1935年（昭和10年）
- 西京極桜ヶ丘住宅地 - 大阪府箕面市；阪急沿線、阪神急行電鉄、1935年（昭和10年）〜1936年（昭和11年）
- 雲雀ヶ丘 - 兵庫県宝塚市；阪急沿線、阪神急行電鉄、1935年（昭和10年）〜1936年（昭和11年）
- 新伊丹住宅地 - 兵庫県伊丹市；阪急神戸線沿線、阪神急行電鉄、1935年（昭和10年）
- 稲毛海岸住宅地 - 千葉県美浜区稲毛；京成電鉄沿線、京成電鉄、1935年
- 谷津保健住宅地 - 千葉県習志野市；京成電鉄沿線、京成電鉄、1936年
- 伊丹高台 - 兵庫県伊丹市阪急神戸線沿線、阪神急行電鉄、1936年
- 園田住宅地 - 兵庫県尼崎市；阪急神戸線沿線、阪神急行電鉄、1936年（昭和11年）
- 呉羽の里 - 阪急沿線、1936年（昭和11年）
- 花壇前住宅地 - 新京阪沿線、1936年（昭和11年）
- 総持寺住宅地 - 新京阪沿線、1936年（昭和11年）
- 目黒三田台 - 東京都目黒区三田；東急東横線最寄、東京横浜電鉄、1936年
- 祐天寺 - 東京都目黒区中目黒；東急東横線祐天寺駅最寄、東京横浜電鉄、1936年
- 常盤台 - 東京都板橋区；東武東上線沿線、東武鉄道、1936年（昭和11年）。東武鉄道がときわ台駅北口を宅地開発。同社で初めての宅地開発
- 柴又分譲地 - 東京都葛飾区；京成金町線沿線柴又駅最寄、京成電鉄、1936年
- 海神第二期 - 千葉県船橋市；京成本線沿線、京成電気軌道、1936年
- お花茶屋分譲地 - 東京都葛飾区；京成本線沿線、京成電鉄、1937年（昭和12年）
- 京成小岩分譲地（小岩保健住宅地） - 東京都江戸川区京成小岩駅最寄；京成本線沿線、京成電鉄、1937年（昭和12年）
- 府立高校付近 - 東京都；東急東横線最寄、東京横浜電鉄、1937年
- 目黒区役所前 - 東京都目黒区；東急東横線最寄、東京横浜電鉄、1937年
- 豪徳寺前 - 東京都世田谷区豪徳寺；東急世田谷線最寄、東京横浜電鉄、1937年
- 武庫之荘 - 兵庫県尼崎市；阪急神戸線沿線、阪神急行電鉄、1937年
- 箕面住宅地 - 箕面市；阪急沿線、1937年（昭和12年）
- 町里住宅地 - 阪神鉄道沿線、1937年（昭和12年）
- 仁川池の端 - 兵庫県宝塚市；阪急神戸線沿線、阪神急行電鉄、1937年
- 御影高台住宅地 - 神戸市東灘区；阪急神戸線沿線、阪神急行電鉄、1938年（昭和13年）
- 泉ケ丘経営地 - 東佐野駅最寄、大阪府泉佐野市泉ヶ丘、阪和電気鉄道から南海、旧国鉄、西日本旅客鉄道阪和線、阪和興業。1938年
- 冨士の里 - 阪和線沿線、1938年（昭和13年）
- 中目黒 - 東京都目黒区中目黒；東急東横線中目黒駅最寄、東京横浜電鉄、1938年
- 新丸子第二期 - 川崎市中原区新丸子；東急東横線最寄、東京横浜電鉄、1938年
- 三宿台（淡島） - 東京都世田谷区淡島；東急東横線最寄、東京横浜電鉄、1938年
- 五反田 - 東京都品川区五反田；東急池上線五反田駅最寄、東京横浜電鉄、1938年
- 横浜駅前 - 横浜市中区；東急東横線最寄、東京横浜電鉄、1938年
- ひばりが丘住宅地 - 東京都世田谷区南烏山、粕谷、上祖師谷；京王線沿線、京王電鉄、1938年（昭和13年）
- 梅島分譲地 - 東京都足立区梅島駅周辺；東武伊勢崎線沿線、東武鉄道、1938年
- 竹の塚分譲地 - 東京都足立区竹ノ塚駅周辺；東武伊勢崎線沿線、東武鉄道、1938年
- 新蒲原駅周辺 - 駅は付近の沿線開発が進んだ事によって設置された
- 江戸川台駅東 - 千葉県流山市；東武鉄道野田線、東武鉄道、千葉県でも古株の住宅地の一つ。
- 青砥分譲地 - 東京都葛飾区青戸；京成本線沿線、京成電鉄、1938年
- 市川国府台 - 千葉県市川市国府台（木内家別邸一部）；京成本線沿線、京成電鉄、1938年
- 市川八幡分譲地 - 千葉県市川市；京成本線沿線、京成電鉄、1938年
- 八幡駅前分譲地 - 千葉県市川市；京成本線沿線、京成電鉄、1938年
- 手児奈霊神堂裏山 - 千葉県市川市真間；京成本線沿線、京成電鉄、1938年
- 中山分譲地 - 千葉県船橋市中山；京成本線沿線、京成電鉄、1938年
- 知多観海健康地、名古屋鉄道、知多バース、1938年、内海海水浴場最寄
- 仁川駅前宅地 - 兵庫県宝塚市；阪急神戸線沿線、阪神急行電鉄、1939年
- 緑ヶ丘 - 兵庫県宝塚市；阪急神戸線沿線、阪神急行電鉄、1939年
- 関目 - 大阪府；京阪電気鉄道、1939年
- 大倉山 - 横浜市港北区大倉山；東急東横線最寄、東京横浜電鉄、1939年
- 元住吉無花果園 - 川崎市中原区木月住吉；東急東横線最寄、東京横浜電鉄、1939年
- 祐天寺裏 - 東京都目黒区祐天寺；東急東横線最寄、東京横浜電鉄、1939年
- 桜ヶ丘 - 東京都渋谷区桜丘町；東急東横線最寄、東京横浜電鉄、1940年
- 桜坂 - 東京都大田区田園調布；東急東横線最寄、東京横浜電鉄、1940年
- 西塚口 - 兵庫県尼崎市；阪急神戸線沿線、阪神急行電鉄、1941年
- 仁川山手 - 兵庫県宝塚市；阪急神戸線沿線、阪神急行電鉄、1940年
- 富木の里経営地 富木駅最寄、阪和電気鉄道、1940年(昭和15年)
- 門戸厄神駅前 - 兵庫県宝塚市；阪急神戸線沿線、阪神急行電鉄、1944年
- 中河内牧岡 - 東大阪市；大阪鉄道沿線 瓢山土地建物株式会社より）
- 磯路・市岡町市内商業住宅地 - 大阪市；大阪市電沿線、
- 枚方水源地付近・枚方山林都市 - 大阪府枚方市；京阪電車
- 蒲生経営地 - 京阪電気鉄道沿線
- 野江経営地 - 大阪市城東区；京阪電気鉄道
- 上本町 - 大阪市天王寺区；旧国鉄、大阪鉄道 城南土地株式会社で）
- 丸山荘園 - 大阪市西成区天下茶屋；南海
- 尼ヶ崎郊外住宅地 - 兵庫県尼ヶ崎市；阪神電車
- 桂経営地 - 京都市西京区；京阪電気鉄道
- 市川真間分譲地 - 千葉県市川市国府台；京成本線沿線、京成電鉄

### 昭和期戦後
- 鎌倉山 - 神奈川県鎌倉市西鎌倉湘南モノレール沿線、西武鉄道
- 梅の里住宅・さつき野住宅 - 大阪府富田林市喜志町 ; 近畿日本鉄道長野線喜志駅西方の丘陵地に
- 三ツ境 - 横浜市瀬谷区；相模鉄道沿線、相模鉄道、1947年（昭和22年）
- 希望が丘 - 横浜市旭区；相模鉄道沿線、相模鉄道、1947年（昭和22年）
- 学園前 - 奈良市；近畿日本鉄道沿線、近鉄他、1950年（昭和25年）
- 徳川南 - 東京都渋谷区大山町；小田急線沿線、西武鉄道、1950年（昭和25年）
- 稲毛 - 千葉県稲毛区稲毛；京成電鉄沿線、京成電鉄、1950年
- 南台 - 横浜市瀬谷区；相模鉄道沿線、相模鉄道、1951年（昭和26年）
- 弥生台 - 横浜市；相模鉄道沿線、相模鉄道、1952年（昭和27年）
- 花輪台 - 千葉県佐倉市大佐倉；京成電鉄沿線、京成電鉄、1952年
- 黒砂台 - 千葉県千葉市稲毛区緑町；京成千葉線みどり台駅最寄、京成電鉄、1952年
- 検見川 - 千葉県千葉市花見川区検見川町；京成千葉線検見川駅最寄、京成電鉄、1952年
- 千住大橋（西千住）分譲地 - 東京都足立区；京成本線沿線、京成電鉄、1952年
- 柳田分譲住宅 - 埼玉県越谷市柳田；東武鉄道、住宅金融公庫法による第1回建売、1954年（昭和29年）
- 越谷地区 - 埼玉県越谷市；東武伊勢崎線沿線、東武鉄道、1954年（昭和29年）
- 習志野市蟹ヶ沢団地 - 千葉県習志野市花咲；京成本線沿線、京成電鉄、1954年
- 八千代台・八千代台団地（京成開発分） - 千葉県八千代市；京成本線沿線八千代台駅最寄、京成電鉄、1955年（昭和30年）以降開発、1960年（昭和35年）販売開始
- 王子台分譲地 - 千葉県佐倉市王子台；京成、1955年（昭和30年）以降
- 本牧地区 - 横浜市中区本牧本町；JR根岸線沿線、西武鉄道、1955年（昭和30年）
- つつじヶ丘 - 東京都調布市；京王線沿線、京王電鉄、1955年-1957年
- 釜利谷開発（能見台及び京急富岡分譲地・分譲住宅） - 横浜市金沢区；京浜急行電鉄、1955年（昭和30年）〜
- 鳴尾武庫開 - 西宮市鳴尾 ; 阪神電鉄、1955年
- 郷免町翠ヶ丘 - 西宮市郷免町 ; 阪神電鉄、1955年〜1956年
- 香枦園 - 西宮市 ; 阪神電鉄、1955年〜1956年
- 本山 - 西宮市 ; 阪神電鉄、1955年〜1956年
- 鳴尾小松 - 西宮市 ; 阪神電鉄、1955年〜1956年
- 西芦屋 ; 阪神電鉄、1955年〜1956年
- 西野住宅地 - 伊丹市 ; 阪神バス路線沿線開発、阪神電鉄、
- 昆陽里住宅地 - 伊丹市 ; 阪神バス路線沿線開発、阪神電鉄、
- 安倉住宅地 - 宝塚市 ; 阪神バス路線沿線開発、阪神電鉄、
- 鷲林寺住宅地 - 西宮市 ; 阪神バス路線沿線開発、阪神電鉄、
- 多摩田園都市 - 神奈川県川崎市から横浜市にかけて；東急田園都市線沿線等、東京急行電鉄、野川第一地区（横浜市港北区）1955年から
- たつみケ丘住宅地、名古屋鉄道河和線巽ケ丘駅西側、名鉄、1955年3月から分譲が開始。住宅金融公庫が適用された住宅地
- 京急杉田分譲地・分譲住宅 - 横浜市磯子区；京浜急行電鉄、1956年（昭和31年）〜1963年（昭和38年）
- 羽田分譲地 - 東京都大田区；京浜急行電鉄、1956年（昭和31年）
- 浦安分譲地 - 千葉県浦安市；京成本線沿線、京成電鉄、1957年（昭和32年）以降
- 万騎が原 - 横浜市旭区；相模鉄道沿線、相模鉄道、1957年（昭和32年）
- 京急上大岡分譲地・分譲住宅 - 横浜市港南区；京浜急行電鉄、1957年（昭和32年）〜1972年（昭和47年）
- 鈴蘭台西口住宅地 - 兵庫県神戸市；神戸電鉄、1958年
- 旭が丘住宅地 - 兵庫県神戸市；神戸電鉄、1958年～1966年
- 湘南井田分譲地・分譲住宅 - 神奈川県横須賀市；京浜急行電鉄、1959年（昭和34年）〜1960年（昭和35年）
- 百楽園；近畿日本鉄道沿線、近鉄他、1959年
- 登美ケ丘；近畿日本鉄道沿線、近鉄他、1960年
- 京急葉山分譲地・分譲住宅 - 神奈川県葉山町；京浜急行電鉄、1960年（昭和35年）〜1963年（昭和38年）
- 習志野市役所前八剣団地 - 千葉県習志野市；京成本線沿線、京成電鉄、1960年
- 桜が丘住宅地 - 兵庫県神戸市；神戸電鉄、1960年～1961年
- 霞が丘住宅地 - 兵庫県神戸市；神戸電鉄、1961年～1965年
- 谷津坂分譲地 - 横浜市金沢区長浜町；京浜急行沿線、西武鉄道、1961年（昭和36年）
- 中河原分譲地 - 東京都府中市四谷町；京王電鉄沿線、西武鉄道、1961年（昭和36年）
- えびな国分寺台 - 神奈川県海老名市；相模鉄道沿線、相模鉄道、1962年（昭和37年）
- 宮野木分譲地/稲毛ローズタウン - 千葉市稲毛区宮野木町・長沼町；京成、1962年（昭和37年）
- 高根木戸 - 千葉県船橋市習志野台；新京成電鉄高根木戸駅最寄、京成、1963年
- 京急野比分譲地・分譲住宅 - 神奈川県横須賀市；京浜急行電鉄、1963年（昭和38年）〜1965年（昭和40年）
- 百合が丘第1次住宅地 - 兵庫県神戸市；神戸電鉄、1963年～1966年
- 松の宮住宅地 - 兵庫県神戸市；神戸電鉄、1963年
- 山椒ヶ原住宅地 - 兵庫県宝塚市；有馬興業・神戸電鉄、、1963年～1965年
- 松の宮南住宅地 - 兵庫県神戸市；神戸電鉄、1964年～1965年
- 大池住宅地 - 兵庫県神戸市；神戸電鉄、1964年～1969年
- 総持寺住宅地 - 大阪府茨木市；有馬興業・神戸電鉄、1964年～1967年
- あかね台（高森第一地区） - 神奈川県伊勢原市、小田急沿線、小田急、1964年（昭和39年）
- 根岸台分譲地・分譲住宅 - 神奈川県横須賀市；京浜急行電鉄、1964年（昭和39年）〜1967年（昭和42年）
- 東宮野木分譲地/稲毛ローズタウン - 千葉市稲毛区宮野木町・長沼町；京成電鉄、1964年
- 八日市宅地分譲 - 近江鉄道、1964年（昭和39年）
- 桜ヶ丘住宅地 - 東京都多摩市；京王線沿線、京王電鉄、1960年の造成開始で1962年分譲。耳をすませばの舞台となった住宅地。聖蹟桜ヶ丘・聖蹟桜ヶ丘駅駅前と駅周辺開発と連動して開発
- 勝田台分譲地 - 千葉県八千代市；京成本線沿線、京成電鉄、1960年代から
- 高砂分譲地 - 東京都葛飾区；京成本線沿線、京成電鉄、1960年代から
- 竹ノ塚 - 東京都足立区；東武伊勢崎線沿線、東武鉄道、1961年
- 鎌ケ谷 - 千葉県鎌ヶ谷市；東武野田線沿線、東武鉄道、1965年ごろから
- 西鎌倉 - 神奈川県鎌倉市；湘南モノレール沿線、西武鉄道、1965年（昭和40年）
- 東山住宅地 - 兵庫県神戸市；神戸電鉄、1965年～1970年
- 桂住宅地 - 兵庫県神戸市；有馬興業・神戸電鉄、1965年～1966年
- 花山第1次住宅地 - 兵庫県神戸市；神戸電鉄、1965年～1968年
- 上里住宅地 - 京都府向日市；有馬興業・神戸電鉄、1966年～1973年
- 六甲が丘住宅地 - 兵庫県神戸市；神戸電鉄、1966年～1970年
- 上野住宅地 - 大阪府茨木市；有馬興業・神戸電鉄、1966年～1968年
- 七里ヶ浜 - 神奈川県鎌倉市七里ヶ浜東、江ノ島電鉄沿線、西武鉄道、1966年（昭和41年）
- おもちゃのまち団地 - 栃木県；東武鉄道、1966年（昭和41年）
- 宇都宮団地 - 栃木県宇都宮市；東武鉄道、1966年（昭和41年）
- つくし野 - 東京都町田市；東急不動産分譲、東急田園都市線つくし野駅最寄、1967年（昭和42年）
- 京急平潟分譲地・分譲住宅 - 横浜市金沢区；京浜急行電鉄、1967年（昭和42年）〜1969年（昭和44年）
- 花園団地- 千葉市花見川区；京成千葉線沿線、京成電鉄、1967年
- 愛宕団地- 千葉県習志野市；京成本線・千葉線沿線、京成電鉄、1967年
- 東の宮住宅地 - 大阪府高槻市；有馬興業・神戸電鉄、1967年～1972年
- 若園住宅地 - 大阪府茨木市；有馬興業・神戸電鉄、1968年～1973年
- めじろ台団地 - 東京都八王子市；京王高尾線沿線めじろ台駅最寄、京王を代表する開発地、1968年（昭和43年）
- 平山住宅地 - 東京都日野市、平山城址公園に隣接；京王線沿線、京王電鉄、1968年
- 野田川間台の分譲 - 千葉県野田市；東武鉄道、1968年（昭和43年）
- 西永福駅南側 - 東京都杉並区；京王井の頭線、京王が開発した分譲地、
- 多田グリーンハイツ - 兵庫県川西市；能勢電鉄沿線、西武鉄道、1968年(昭和43年）〜1992年(平成4年）
- 六甲ひばりが丘 - 神戸市北区唐櫃六甲台；神戸電鉄沿線、
- 池田分譲地・分譲住宅 - 神奈川県横須賀市；京浜急行電鉄、1968年（昭和43年）〜1970年（昭和45年）
- 湘南鷹取台 - 神奈川県横須賀市、京浜急行沿線、西武鉄道、1969年
- 京急港南分譲地・分譲住宅 - 横浜市港南区；京浜急行電鉄、1969年（昭和44年）〜1983年（昭和58年）
- 美しが丘 - 横浜市青葉区；東急田園都市線沿線、東京急行電鉄、1969年（昭和44年）
- 中山住宅地 - 兵庫県神戸市；神戸電鉄、1969年～1970年
- 箕面東山住宅地 - 兵庫県箕面市；有馬興業・神戸電鉄、1969年～1979年
- 宮田住宅地 - 大阪府高槻市；有馬興業・神戸電鉄、1969年～1974年
- 北鈴蘭台第1次住宅地 - 兵庫県神戸市；神戸電鉄、1970年
- 田原本町住宅地 - 奈良県；有馬興業・神戸電鉄、1970年～1972年
- 栄町住宅地 - 大阪府高槻市；有馬興業・神戸電鉄、1970年～1971年
- 箕谷東住宅地 - 兵庫県神戸市；神戸電鉄、1970年
- 東めじろ台 - 東京都八王子市；京王電鉄沿線、京王帝都電鉄、1970年〜
- 東急片倉台 - 東京都八王子市；京王電鉄及JR横浜線沿線、東急電鉄、1970年〜
- 西武北野台 - 東京都八王子市；京王電鉄及JR横浜線沿線、西武鉄道、1970年〜
- マボリシーハイツ - 神奈川県横須賀市；京急沿線、西武鉄道、1973年販売開始
- 市原市国分寺台 - 国分寺台土地区画整理事業、千葉県市原市；JR内房線及小湊鉄道沿線、京浜急行電鉄、1971年（昭和46年）〜2001年（平成13年）
- 港南丸山台 - 横浜市港南区；港南丸山台土地区画整理事業、京浜急行電鉄、1971年（昭和46年）〜1981年（昭和56年）
- ユーカリが丘 - 千葉県佐倉市；京成本線・山万ユーカリが丘線、山万、京成電鉄、1971年から。販売は1979年から
- 大久保住宅地 - 兵庫県明石市；有馬興業・神戸電鉄、1971年～1973年
- 百合が丘第2次住宅地 - 兵庫県神戸市；神戸電鉄、1971年
- 興人山の街住宅地 - 兵庫県神戸市；神戸電鉄、興人との共同開発、1971年
- 百合が丘第3次住宅地 - 兵庫県神戸市；神戸電鉄、1972年
- いずみ台ローズタウン - 千葉市若葉区；京成電鉄、1973年（昭和48年）
- 京急船橋美咲台分譲地 - 千葉県船橋市；京成本線沿線、京浜急行電鉄、1973年（昭和48年）
- 谷上駅前住宅地 - 兵庫県神戸市；神戸電鉄、1973年
- 六甲住宅地 - 兵庫県神戸市；神戸電鉄、1973年
- 唐櫃台第1次住宅地 - 兵庫県神戸市；神戸電鉄、1974年
- 新宮田住宅地 - 大阪府高槻市；有馬興業・神戸電鉄、1974年～1975年
- 京急藤代分譲地・分譲住宅 - 茨城県取手市藤代南；JR常磐線沿線、京浜急行電鉄、1974年（昭和49年）〜1979年（昭和54年）
- 東急絹ヶ丘 - 東京都八王子市；京王電鉄山口線沿線、東急電鉄、
- 京急観音崎分譲地・分譲住宅 - 神奈川県横須賀市；京浜急行電鉄、1974年（昭和49年）〜1978年（昭和53年）
- 東武鎌ヶ谷分譲住宅 - 千葉県鎌ヶ谷市；東武鉄道野田線沿線、東武鉄道、1974年（昭和49年）
- みそらニュータウン - 千葉県四街道市；京成/新日本観光開発、1975年（昭和50年）-1978年（昭和53年）
- 高津台分譲地（高津台ローズタウン）- 千葉県八千代市（八千代緑ヶ丘）；京成電鉄、京成本線八千代台駅最寄り 1975年（昭和50年）以降
- 京成ローズタウン - 千葉県浦安市舞浜；京成電鉄、JR京葉線 舞浜駅最寄り
- 舞浜ローズタウン - 千葉県浦安市舞浜；京成電鉄、JR京葉線 舞浜駅最寄り
- パークシティ浦安 - 千葉県浦安市舞浜；京成電鉄、JR京葉線 舞浜駅最寄り
- 江原台 - 千葉県佐倉市；京成電鉄、京成本線 京成佐倉駅最寄り
- 江ノ電バス横浜・鎌倉営業所#小田急分譲地線
- 柿生第二地区 - 川崎市麻生区；小田急線沿線、小田急、1975年（昭和50年）ごろ
- 玉川学園奈良団地・成瀬団地 - 神奈川県川崎市；小田急小田原線玉川学園前駅、小田急電鉄、1975年（昭和50年）ごろ
- 黒川第一地区 - 川崎市麻生区；小田急線沿線、小田急、1975年（昭和50年）ごろ
- 小田急野津田・金井団地 - 東京都薬師台；小田急小田原線町田駅と鶴川駅から
- 花山第3次住宅地 - 兵庫県神戸市；神戸電鉄、1975年
- 青松園住宅地 - 兵庫県神戸市；神戸電鉄と兼松江商との共同開発、1975年
- 花山第2次住宅地 - 兵庫県神戸市；神戸電鉄、1975年
- 北鈴蘭台第2次住宅地 - 兵庫県神戸市；神戸電鉄、1976年
- 唐櫃台第2次住宅地 - 兵庫県神戸市；神戸電鉄、1976年
- 山の街住宅地 - 兵庫県神戸市；神戸電鉄、1976年
- 箕谷住宅地 - 兵庫県神戸市；神戸電鉄、1976年
- いずみ野 - 泉区；相鉄沿線、相模鉄道、1977年（昭和52年）
- ひなた山 - 横浜市泉区；相鉄沿線、相模鉄道、1977年（昭和52年）
- 日生住宅地各種 - 能勢電鉄日生線沿線、1978年（昭和53年）から
- 東武・日光霧降高原別荘地 - 栃木県日光市；東武日光線、東武鉄道
- 清水公園駅東 - 千葉県；東武鉄道野田線、宅地開発は東武鉄道主体
- 京急港南丸山台分譲地・分譲住宅 - 横浜市港南区；京浜急行電鉄、1979年（昭和54年）〜1983年（昭和58年）
- 京急市原国分寺台分譲地・分譲住宅 - 千葉県市原市；JR内房線及小湊鉄道沿線、京浜急行電鉄、1979年（昭和54年）〜
- 松が丘 - 埼玉県所沢市；西武多摩湖線沿線、西武鉄道、1980年（昭和55年）
- 佐倉宮前ローズタウン - 千葉県佐倉市宮前；京成本線 京成佐倉駅最寄り、京成電鉄、1980年（昭和55年）〜
- 京成佐倉ローズタウン - 千葉県佐倉市；京成電鉄、京成本線 京成佐倉駅最寄り 1980年（昭和55年）〜
- 京急ニュータウン観音崎 - 神奈川県横須賀市；京浜急行電鉄
- 新箕面住宅地 - 大阪府箕面市；有馬興業・神戸電鉄、1980年～1982年
- 唐櫃住宅地 - 兵庫県神戸市；有馬興業・神戸電鉄、1980年
- 新唐櫃住宅地 - 兵庫県神戸市；有馬興業・神戸電鉄、1981年～1983年
- 北鈴蘭台第3次住宅地 - 兵庫県神戸市；神戸電鉄、1982年
- 野木ローズタウン - 栃木県下都賀郡野木町；京成電鉄、JR宇都宮線野木駅最寄、1982年（昭和57年）〜
- 京急ニュータウン金沢能見台 - 横浜市金沢区；京浜急行電鉄金沢能見台分譲地・分譲住宅、京急本線沿線、京急不動産、1983年（昭和58年）〜
- 新柏ニュータウン - 千葉県柏市；東武鉄道、1984年（昭和59年）
- 山の街百合が丘～兵庫県神戸市；神戸電鉄、1985年
- 京急富岡桜が丘分譲住宅 - 横浜市金沢区；京浜急行電鉄、1986年（昭和61年）
- 緑園都市 - 横浜市泉区；相鉄沿線、相模鉄道と三井不動産、1986年（昭和61年）
- 神戸北町住宅地 - 兵庫県神戸市；神戸電鉄、1987年
- 新百合ヶ丘山口台 - 川崎市麻生区；小田急沿線, 1988年（昭和63年）

### 平成期
- 東武CITY幸手 - 埼玉県幸手市；東武鉄道、1989年（平成元年）[1]
- 京急ニュータウン三浦海岸 - 神奈川県三浦市；京浜急行電鉄三浦海岸分譲地・分譲住宅、1992年（平成4年）〜
- 南海橋本林間田園都市 - 和歌山県橋本市；南海電鉄、南海高野線沿線、
- 京阪東ローズタウン - 京都府京田辺市・八幡市；JR西日本学研都市線松井山手駅、京阪電気鉄道、1992年から
- フィオーレ喜連川 - 栃木県さくら市；東日本旅客鉄道（JR東日本）東北新幹線・宇都宮線沿線、JR東日本、1992年
- びゅうフォレスト喜連川 - 栃木県さくら市；東日本旅客鉄道（JR東日本）東北新幹線・宇都宮線沿線、JR東日本
- 公津の杜 - 千葉県成田市 - 京成本線公津の杜駅最寄り、京成電鉄、1993年（平成5年）〜
- 京急ニュータウンマリンヒル横須賀野比 - 神奈川県横須賀市；京浜急行電鉄横須賀野比分譲地・分譲住宅、1994年（平成6年）〜
- 京急ニュータウン野比海岸 - 神奈川県横須賀市；京浜急行電鉄野比海岸分譲地・分譲住宅、1997年（平成9年）〜
- 京急ニュータウン富岡第1期〜第8期 - 横浜市金沢区；京浜急行電鉄
- 京急ニュータウン富岡第9期 - 横浜市金沢区；京浜急行電鉄富岡9期分譲地・分譲住宅、1993年（平成5年）〜
- 六甲ひばりが丘住宅地 - 兵庫県神戸市；神戸電鉄、1996年
- 京急ニュータウン富岡第10期 - 横浜市金沢区；京浜急行電鉄富岡10期分譲地・分譲住宅、1997年（平成9年）〜
- 葉山しおさいの丘分譲住宅 - 神奈川県葉山町；京浜急行電鉄、1997年（平成9年）
- パストラルびゅう桂台 - 山梨県大月市；東日本旅客鉄道（JR東日本）中央本線沿線、清水建設とJR東日本、1997
- びゅうヴェルジェ安中榛名 - 群馬県安中市、；東日本旅客鉄道（JR東日本）北陸新幹線沿線、東日本旅客鉄道とジェイアール東日本都市開発、鉄建建設、西松建設、1999
- 京急市川菅野分譲地・分譲住宅 - 千葉県菅野；京成本線沿線、京浜急行電鉄、1999〜2000
- 京急湘南山手分譲地・分譲住宅 - 神奈川県横須賀市；京浜急行電鉄、2000年（平成12年）〜
- ベイガーデン新習志野 - 千葉県習志野市；京成、2001年（平成13年）より
- つきのわ駅分譲住宅地フランサ - 埼玉県；東武東上線、東武鉄道、2002年（平成14年）
- 東武CITY新古河 - 埼玉県北川辺町；東武鉄道、新古河駅最寄、2002年（平成14年）
- 東武CITY妻沼 - 埼玉県；東武鉄道、2002年（平成14年）
- 京急ニューシティ湘南大津の丘分譲地・分譲住宅 - 神奈川県横須賀市；京浜急行電鉄、2002年（平成14年）〜
- 松宮台住宅地 - 兵庫県神戸市；神戸電鉄、2003年～2016年
- 東武CITY南栗橋・南栗橋ルティアス - 埼玉県久喜市；東武鉄道、2003年（平成15年）
- 東武野木東工業団地（通称:テクノパーク野木) - 埼玉県；東武鉄道、2004年（平成16年）
- 犬山もえぎヶ丘 - 愛知県犬山市；名鉄広見線、名鉄、2004年（平成16年）から
- 京急ニュータウン港南 - 第1期〜第3期、横浜市港南区；京浜急行電鉄
- 京急横浜矢向分譲住宅 - 横浜市鶴見区；京浜急行電鉄、2005年（平成17年）〜
- 谷津ローズタウン-千葉県習志野市；京成電鉄、京成本線谷津駅最寄り、2005年（平成17年) 〜
- 京急ニューシティ湘南佐島なぎさの丘分譲地・分譲住宅 - 神奈川県横須賀市；京浜急行電鉄、2007年（平成19年）〜
- 京急オークルタウン南舞岡分譲住宅 - 横浜市戸塚区；京浜急行電鉄、2007年（平成19年）
- 稲毛ローズタウン - 千葉市稲毛区；京成電鉄、京成千葉線京成稲毛駅最寄り、2008年（平成20年）より
- 東武CITY森林公園 - 埼玉県；東武鉄道、2008年（平成20年）
- 首都圏新都市鉄道つくばエクスプレス#沿線 - 千葉県、茨城県；鉄道整備と沿線の地域開発を同時に推進する大都市地域における宅地開発及び鉄道整備の一体的推進に関する特別措置法による。独立行政法人都市再生機構 (UR) ほか
- 春日部ザ・パークアソシエ - 埼玉県春日部市；東武鉄道、
- 松戸秋山土地分譲地（京成電鉄分譲地） - 千葉県松戸市；北総線秋山駅、京成電鉄、
- プライムアベニュー上水本町 - 東京都小平市、JR中央線沿線、京急、2007-
- プライムアベニュー武蔵小金井 - 東京都小平市；JR中央線沿線、京急不動産、東急ホームズ 京急緑地開発、2007-
- プライムアベニュー南馬込 - 東京都大田区、2008-
- プライムアベニュー横浜中里 - 横浜市南区、京急、2009-
- プライムアベニュー横浜大岡 - 神奈川県横浜市南区大岡；京急及横浜市営地下鉄沿線、京急緑地開発、細田工務店（第1期）三菱地所ホーム（第2期）
- プライムアベニュー上大岡 - 横浜市港南区大久保；京急本線沿線、京急不動産
- プライムアベニュー逗子海岸 - 逗子市逗子；京急逗子線、京急、2009年-
- ウイングヒルズ高山台 - 奈良県香芝市高山台内;近鉄大阪線沿線、近畿日本鉄道・近鉄不動産
- ノイエあざみ野ガーデンズ - 神奈川県横浜市青葉区；東急電鉄、東急田園都市線あざみ野駅最寄り、2014年 〜

## 脚註
1. ↑  東武鉄道 会社の沿革>平成元年～10年 2011年3月閲覧